# Fuke-shū
Die Fuke-shū (jap. 普化宗) war eine mehr oder weniger lose Bewegung innerhalb des japanischen Zen-Buddhismus, die bis zu ihrem Verbot in der letzten Hälfte des 19. Jahrhunderts existierte.

## Geschichte
Die traditionelle Darstellung der Herkunft der Fuke-shū beruft sich zumeist auf den tang-zeitlichen Chan-Meister Puhua (chinesisch 普化, Pinyin Pǔhuà, W.-G. P’u-hua; jap. Fuke), ein Wandermönch, der mit Glocken und Gesang durch die Lande zog und wahrscheinlich ein guter Freund von Linji Yixuan war. Im 13. Jahrhundert, während der Kamakura-Zeit, soll seine Lehre dann durch Shinji Kakushi (心地 覺心; 1207–1298; postum 法燈圓明國師, Hōttō Enmyō Kokushi), Gründer des Tempels Kōkoku-ji (興国事) in der Provinz Kii (1254 unter dem Namen Saihō-ji (西方寺)), nach Japan gebracht worden sein. Eine Etablierung als eigenständige Schule fand allerdings wahrscheinlich erst im späten 17. Jahrhundert während der Tokugawa-Zeit statt. Genaue Angaben hierzu sind äußerst schwierig, da im Zuge der Auseinandersetzung um Anerkennung seitens der japanischen Regierung die Fuke-shū mehrfach gefälschte Dokumente über die eigene Geschichte vorlegte.
Die Anhänger der Fuke-shū hießen zunächst komosō (薦僧, dt. etwa „Strohmatten-Mönche“), später dann komusō (虚無僧, dt. etwa „Mönche der Leerheit“). Daten und Gründe für diesen Wechsel sind umstritten, Theorien hierzu beziehen sich u. a. auf eine herausragende Gestalt innerhalb der Bewegung mit dem Namen Komu; einen Zusammenschluss mit Wandermusikern, die ebenfalls komusō hießen; eine Neuinterpretation der eigenen Lehre.
Da die Fuke-shū ausdrücklich weder Mitgliederregister führte oder ein festes Einkommen vorsah, sowie freies Umherziehen erlaubte, war sie ein ständig anwachsendes Auffangbecken für Laien, die aus verschiedenen Gründen keinen festen Platz mehr in der sozialen Ordnung des feudalen Japan hatten. Dabei handelte es sich fast ausschließlich um ehemalige Samurai (rōnin).
Erste Versuche der Regierung, die Fuke-shū zu regulieren, fanden im letzten Viertel des 17. Jahrhunderts statt. Als Hauptsitze der Fuke-shū in dieser Zeit galten die Tempel Ryōhō-ji (鈴法寺) in der Provinz Musashi, Ichigatsu-ji (一月寺) in der Provinz Shimousa und Myōan-ji (明暗寺) in Shirakawa (白川), Kyōto. 1847 wurde die Fuke-shū als eigenständige Schule aufgelöst und ihre Anhänger rechtmäßig der Rinzai-shū unterstellt. Nachdem das Tokugawa-Shōgunat endete (bakumatsu), verbot die neue Meiji-Regierung die Fuke-shū per Kabinettsbeschluss im Oktober des Jahres 1871. Die Tempel wurden geschlossen und die Anhänger sämtlich zu Laien erklärt. Ein Jahr später wurden die für die Fuke-shū essentiellen Tätigkeiten, das Betteln um Almosen und das Spielen auf der Shakuhachi zu spirituellen Zwecken, verboten.

## Schriften
Die Fuke-shū besaß kaum eigene Schriften. Als außerordentlich wichtig gilt allerdings das 1795 in Edo erschienene und von Yamamoto Morihide (山本 守秀) verfasste Kyotaku Denki Kokujikai (虚鐸伝記国字解, dt. etwa „Die Legende der leeren Glocke, übersetzt und dargelegt in Japanisch“), das die Entstehungsgeschichte und Lehren der Fuke-shū in mythologisch-verklärender Form darlegt (das Werk selber soll die Übersetzung eines chinesischen Werkes namens Kyotaku Denki (虚鐸伝記) aus dem 13. Jahrhundert sein, es gilt allerdings seit einiger Zeit als höchstwahrscheinlich fiktiv, der Fuke-shū sollte wohl durch Rekurs auf alte, chinesische Traditionen historische Kontinuität und damit Autorität verliehen werden). Neben der Schilderung des Lebens von Puhua werden auch andere bedeutende Persönlichkeiten der Fuke-shū genannt, darunter Chōhaku, sowie damals der Fuke-shū zugehörige Tempel.

## Lehre und Praxis

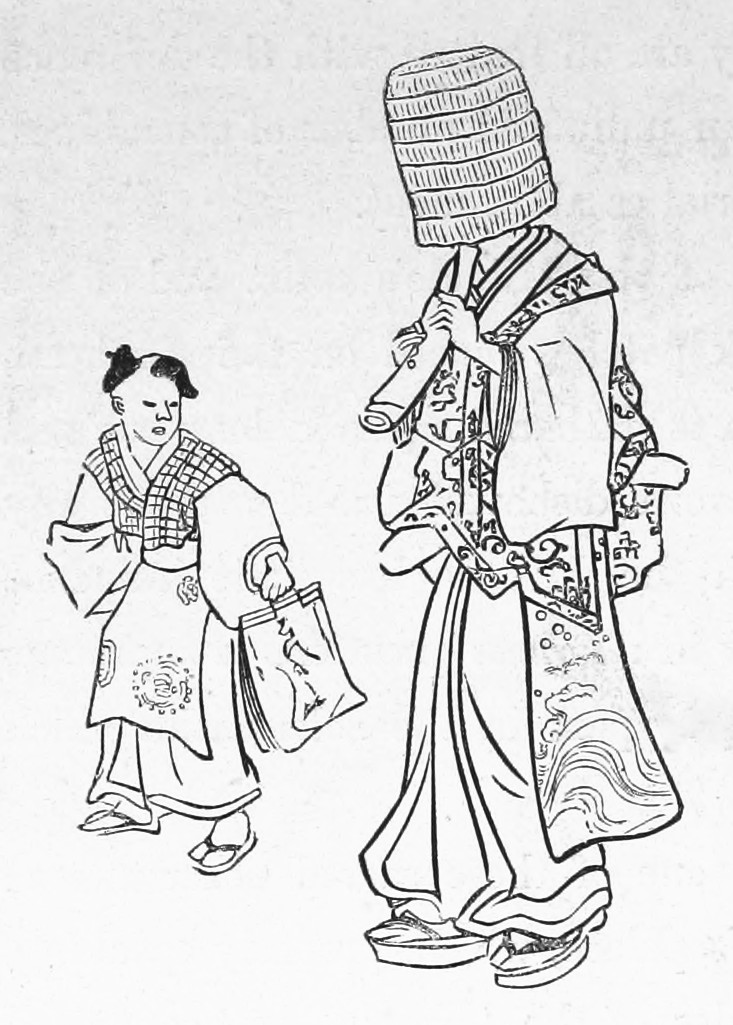
Abbildung eines Bettelmönches der Fuke-shū aus Sketches of Japanese Manners and Customs (London, 1867). Die Bildunterschrift im Buch lautet: A begging criminal.

Der Großteil der Lehre der Fuke-shū bestand offensichtlich so gut wie kaum im Studium irgendwelcher Schriften. Eine zentrale Bedeutung kam der Musik mit der Shakuhachi zu. Viele darauf gespielte Stücke (本曲, honkyoku) hatten einen festen, rituellen Platz in den verschiedenen religiösen Betätigungen der Fuke-shū. Die Art der so praktizierten Musik, die in Verbindung mit einem Höchstmaß an Konzentration zur Erleuchtung führen sollte, wurde gemeinhin suizen (吹禅, dt. etwa „Blas-Zen“) genannt. Andere Begriffe aus dieser musikalischen Tradition waren ichi on jōbutsu (一音成仏, dt. etwa „Erlangung der Buddhanatur bzw. Erleuchtung durch einen einzigen Ton“), honnin no kyoku (本人の曲, dt. etwa „eigenes Musikstück“) und zettai no ma (絶対の間, dt. etwa „absolutes Timing“).
Ein Großteil der Praxis bestand darin, als Bettelmönche durch das Land von Tempel zu Tempel und in den Dörfern und Städten von Tür zu Tür zu ziehen, dabei das Nembutsu (念仏) zu singen und auf der Shakuhachi eine meditative Form des Flötenspiels zu praktizieren. Auffällig war dabei ihr Anblick, da sie Kopfbedeckungen in Korbform aus Riedgras (天蓋, tengai) tragen mussten, die das Gesicht verdeckten. Dies ist ein seit dieser Zeit und bis in die Gegenwart beliebtes und wiederkehrendes Motiv in der bildenden Kunst Japans. Allerdings hatten die Mönche auch einen festen Platz in manchen Tempeln.